# Dyton Chimwaza
Dyton Chimwaza (ur. 9 lutego 1957) – malawijski kolarz szosowy, olimpijczyk.
Dwukrotny uczestnik igrzysk olimpijskich (IO 1984, IO 1988). Podczas igrzysk w Los Angeles zajął ostatnie, 26. miejsce w drużynowej jeździe na czas na dystansie 100 km. Nie ukończył wyścigu indywidualnego ze startu wspólnego. Na igrzyskach w Seulu w 1988 roku wystartował w tych samych konkurencjach, zajmując 109. miejsce w wyścigu indywidualnym ze startu wspólnego i 30. miejsce w drużynowej jeździe na czas. W obu przypadkach Chimwaza zajął ostatnie miejsce wśród zawodników sklasyfikowanych.
Nie ukończył wyścigu indywidualnego ze startu wspólnego podczas Igrzysk Wspólnoty Narodów 1982. Na zawodach w 1986 roku zajął ostatnie, 12. miejsce w drużynowej jeździe na czas.